# Distretto di El Eulma
Il distretto di El Eulma è un distretto della provincia di Sétif, in Algeria.

## Comuni
Il distretto di El Eulma comprende 3 comuni:
- El Eulma
- Bazer Sakhra
- Guelta Zerka